# Topograf
Der Topograf (auch Topograph) ist ein Berufszweig in der Kartografie und Geodäsie. Er befasst sich mit der Erstellung und Aktualisierung  topografischer Karten, was einerseits  terrestrisch (am Erdboden) erfolgen kann, andererseits mit Messbildern der Photogrammetrie oder der Satelliten-Fernerkundung.
Der Name leitet sich vom altgriechischen Begriff τόπος (tópos) für „Ort, Standpunkt“ ab, ergänzt um die Nachsilbe graf (bzw. graph) vom griech. Zeitwort γραφειν (grafeïn) für „zeichnen, beschreiben“. Etymologisch trifft dies genau das Wesen der topografischen Tätigkeit: einerseits die Gelände- und Ortsbeschreibung, andererseits deren technische Durchführung von einem koordinativ eingemessenen Standpunkt aus.
Über solchen Vermessungs- oder Passpunkten bzw. sonstigen – etwa mit Alignement (Vermessung) festgelegten – Messpunkten wurde früher ein Messtisch  auf einem Stativ aufgestellt und auf dessen Ebene die Kartengrundlage bzw. eine Geländeskizze kartiert. Mit dieser einfachen und schnellen Methode konnte der Topograf alle jene Ergänzungen (Wege, neue Gebäude usw.) in die Karte eintragen, die ihm für den jeweiligen Kartenmaßstab wesentlich erscheinen.
Im Laufe des 20. Jahrhunderts wurde der Messtisch meist durch den genaueren Theodolit ersetzt und das Kartenblatt nicht mehr grafisch, sondern aus den Messungen rechnerisch erstellt. Vielfach wurde auch die terrestrische Fotogrammetrie eingesetzt oder die Geländeaufnahme durch Luftbild-Interpretation ergänzt.
Im Rahmen der Einführung von Gelände-Datenbanken und Land- bzw. Geoinformationssystemen erhält das Berufsbild des Geodäten in jüngster Vergangenheit einen höheren Stellenwert. Er soll (wie z. B. in Brandenburg und Hessen angesiedelt bei den Kataster- und Vermessungsbehörden) eine raschere Aktualisierung des Datenbestandes infolge der Veränderungen in der Landschaft oder durch Bauwerke ermöglichen.
Wissenschaftshistorisch sind die Vorgänger der Topografen die Genieoffiziere des militärischen Kartenwesens, die als technisch und geografisch ausgebildete Offiziere etwa zu Beginn des 18. Jahrhunderts die Kartografie auf genauere Grundlagen stellten.
Um 1600 wurde der Berufszweig teilweise Landschaftsmathematiker genannt – als solcher war z. B. Johannes Kepler in Österreich tätig. Der bedeutendste Topograf der Folgezeit war Georg Matthäus Vischer (1628–1696).